# Pitcairnia meridensis
Pitcairnia meridensis là một loài thực vật có hoa trong họ Bromeliaceae. Loài này được (Klotzsch ex Mez) Mez miêu tả khoa học đầu tiên năm 1935.